# Поддерегин, Юрий Николаевич
Юрий Николаевич Поддерегин — российский инженер и учёный, специалист в области создания ядерных боеприпасов.

## Биография
Родился 12.12.1935 в Москве.
Окончил МАИ (1960).
В 1960—2010 гг. работал во ВНИИА в должностях от инженера до заместителя начальника подразделения, главного специалиста по специальной безопасности.
С 2010 г. на пенсии.

## Награды и звания
Лауреат Государственной премии РФ 1999 г. за создание и внедрение принципиально новых приборов для повышения безопасности ядерных боеприпасов.
Награды: орден Трудового Красного Знамени (1976), орден Октябрьской Революции (1985), медали «Ветеран труда», «В память 850-летия Москвы».